# 野依不对称氢化反应
Noyori不对称氢化反应（野依不对称氢化反应，Noyori asymmetric hydrogenation），由野依良治（R. Noyori）报道。
用手性双膦配体BINAP与金属钌配位形成的手性配合物（野依(Noyori)氢化催化剂）的不对称催化氢化反应，其底物可以是脱氢氨基酸、烯胺、不饱和羧酸、酮酸酯和简单酮等化合物。
反应综述：
野依良治因对不对称氢化反应的贡献而与夏普莱斯共享了2001年诺贝尔化学奖。